# Jean-Pierre Bazin
Jean-Pierre Bazin (ur. 1 grudnia 1947 w Nantes) – francuski polityk, poseł do Parlamentu Europejskiego IV kadencji.

## Życiorys
W drugiej połowie lat 60. zaangażował się w działalność polityczną w ramach młodzieżówki gaullistów, był też koordynatorem chrześcijańskiej organizacji studenckiej Jeunesse Étudiante Chrétienne w departamencie Morbihan. Studiował historię na Université de Nantes, pracował jako nauczyciel historii i geografii. Został działaczem Zgromadzenia na rzecz Republiki, był pracownikiem partyjnej centrali odpowiedzialnym za sprawy europejskie. Zasiadał w radzie miejskiej w Nantes.
W latach 1994–1999 sprawował mandat eurodeputowanego IV kadencji, pełniąc funkcje wiceprzewodniczącego grup Europejskiego Sojuszu Demokratycznego i następnie Unii dla Europy. Był również członkiem rady regionalnej Kraju Loary. Od 2002 członek Unii na rzecz Ruchu Ludowego.